# Dadi (sockenhuvudort i Kina, Zhejiang Sheng, lat 27,77, long 119,46)
Dadi (kinesiska: 大地乡) är en sockenhuvudort i Kina. Den ligger i provinsen Zhejiang, i den östra delen av landet, omkring 280 kilometer söder om provinshuvudstaden Hangzhou. Antalet invånare är 1 905. Befolkningen består av 865 kvinnor och 1 040 män. Barn under 15 år utgör 14,0 %, vuxna 15-64 år 63 %, och äldre över 65 år 22,0 %.
Runt Dadi är det ganska tätbefolkat, med 93 invånare per kvadratkilometer. Närmaste större samhälle är Shawan, 9,7 km norr om Dadi. I omgivningarna runt Dadi växer i huvudsak blandskog.
Genomsnittlig årsnederbörd är 2 328 millimeter. Den regnigaste månaden är juni, med i genomsnitt 383 mm nederbörd, och den torraste är januari, med 67 mm nederbörd.